# Палата са октогоном (Ниш)
Палата са октогоном, грађевина са октогоном или Константинова вила са октогоном на градском пољу, уз бедеме Тврђаве, грађевина је типа виле, октогоналног облика која је у себи носила обележја објекта јавног карактера. Вила је откривена након археолошких истраживања током 1987. и 1988. између турске тврђаве и комплекса техничких факултета, на локалитету „Градско поље“, око 300 m у правцу северозапада од средишњег дела античког града.

## Статус и категорија заштите
Због свог историјског и археолошког значаја локалитет је проглашен, за „Културно добро од великог значаја“ и под бројем СК 289 уведено је у централни регистар споменика културе у Републици Србији. Као основ за упис у регистар послужило је решење Завода за заштитуту и научно проучавање споменика културе НРС бр.671/48 од 6. маја 1948. године.
Надлежни завод који води локални регистар и бригу о овом археолошком локалитету је: Завод за заштиту споменика културе Ниш.

## Историја
Развој античког Наиса (данашњег Ниша) започет је с краја 1. века п. н. е., прво као војно утврђење на десној обали Нишаве (на простору на коме су у 18. веку Османлије сазидале нишку Тврђаву и Градском пољу северно од тврђаве). Међу ауторитетима, влада мишљење да је раноримском граду на десној обали Нишаве претходило мање домородачко село (лат. vicus), што је било пресудно и за образовање војног утврђења у његовој близини.
Положај и организација Наисуса у античко доба била је условљена расположивим површинама за изградњу насеља у средишњем делу Нишке котлине. Ондашњим градитењима, за образовао и развијао античког град на раскрсници важних балканских путних праваца, као најповољнија локација указао се меандар реке Нишаве, због лакшег повезивање леве и десне обале, реке, али бољих могућности за одбрану града. Као посебно интересантна топографска позиција за античке градидетеље била је десна обали Нишаве, јер је у односу на друге делове котлине била пространа, равна и погоднија за заснивање насеља и некропола (можда утврђења).
На основу расположиве археолошке, историјске и епиграфске грађе у развоју градског насеља Наис, могу се издвојити:
Раноримски период
За Наисус као град у раноримском периоду влада мишљење да градском насељу на десној обали Нишаве претходи мање домородачко село (vicus) и да је то било пресудно и за образовање војног утврђења у његовој близини.П. Петровић, Ниш у античко доба, Ниш 1976, стр. 49.
Касноримски период
У овом периоду Наисус је познат и као град позне антике. Вероватно да је у том периоду изграђен градски бедем, а поједине градске четврти реконструисане су за нове потребе. Ови радови могли су се догодити најраније у време Диоклецијана (284—305), а по свој прилици у време Лицинија (308—324) и Константина (30—337).

## Положај, пространство и изглед
На локалитету Градско поље, око 300 m северозападно од централног платоа, ван турског тврђавског бедема откривена је грађевина издуженог облика (названа вила са октогоном) оријентисана у првацу север–југ. Северни део је сложене основе и састоји се од више просторија распоређених око средишњег осмоугаоног простора.
Палата са октогоном, највероватније, је изграђена у првој деценији 4. века (309-310 године), нашта указује откриће бронзаног новца Максимина Даја (кованог у Кизику), у малтеру зида октогоналне просторије. Према мишљењу српског археолога Гордана Јеремић, ова грађевина је према начину градње и основи има своје паралеле у градитељским остварењима из Гамзиграда, Сплита, Аквинкума, Солуна, Ефеса, али и низа других касноанатичких комплекса.
| „ | Археолошки материјал, елементи декорације и карактеристике градње указују да је могао бити изграђен у време тетрархије и коришћен током 4. века, у време када су у Наисус забележени чести проласци и посете царева. У том случају претпоставка П. Петровића да је овај објекат стајао усамљено, изван градских бедема, није прихватљива и посредно упућује да положај северног градског бедема треба тражити северније у Градском пољу. | ” |

Део палате са октогоном откривен у њеном северном делу, површине је око 320 м². Он има пет квадратних просторија, од којих је једна, централна, била октогоналног плана у унутрашњости и четири полукружне нише на дијагоналним странама. У просторије се улазило са југа, кроз двокрилна врата, ширине 1,90 m био на југу, прво у октогоналну одају а потом у две бочне (југоисточну и северозападну). Из њих се могло ући у друге две просторије објекта.
Свих пет откривених просторија имале су подно грејање, системом хипокауст, а југозападна просторија је имала и зидно грејање. У простору испред октогоналне просторије као и свим до сада истраженим просторијама откривени су подови са остацима мозаика.
Палата је према изгледу просторија највероватније припадала богатом становнику античког Наисуса а према накнадно уложеним средствима у њену декорацију може се закључити да је грађена више деценија.

## Супротстављени ставовови
Како до данас нису завршена свеобухватна истраживања на локалитету градског поља иза нишке тврђаве, бројне чињенице указује на могућност да се ради о палати у којој је одседао цар Константин I. У прилог овом податку иде и чињеница да на на ширем простору античкиг Наисуса није пронађена ни једна одговарајућа палата у којој би одседали цареви у време честих боравка на овом простору.
На то указују нишки археолози Тони Чершков и Сима Гушић, иако су чврстог става да је Наис Константиново место рођења, тврде да археолошко налазиште Медијана, на периферији града Наиса, није град римског цара Константина, већ да је то Константинова вила са октогоном смештена на градском пољу, уз бедеме Тврђаве.
По њима, Археолоши институт у Београду фаворизовао је Медијану, у односу на Нишку тврђаву која је по археолошком благу које крије много вреднија.
Такође Чершков још тврди: да се цар Константин родио у овој прелепој и ексклузивној палати са Октогоном, на простору касније изграђене турске тврђаве, у палати која је била широка више од 60 метара, са мозаичким подом, зидним грејањем, водоводом и фрескама.